# 沃斯堡三女失踪事件
沃斯堡三女失踪事件（Fort Worth Missing Trio）指的是1974年12月23日發生的一起人員失蹤案件，当时三名女孩–玛丽·雷切尔·特里卡（Mary Rachel Trlica）、丽莎·蕾妮·威尔逊（Lisa Renee Wilson）和朱莉·安·莫斯利（Julie Ann Moseley）在得州沃斯堡的神学院南购物中心进行圣诞节采购时失踪，至今未破案。三人的汽车——1972年款通用奥兹摩比98——被弃置在购物中心的西爾斯百貨的停车场；另外再也没人看到过这三人。

## 受害者
三人中最年长的是特里卡（婚前姓阿诺德），在案发时17岁。熟人都爱用她的中间名瑞秋来称呼她。她是个白人女性，身高5英尺6英寸（1.68米），体重108磅（49公斤），棕色长发，眼睛为绿色，上门牙缺了一块，下巴上有块小疤痕。她就读于沃斯堡西南高中，平时开一辆1972年款通用奥兹摩比98，该车也是三女孩在失踪当天前往商场所用的车。瑞秋在失踪时已经结婚六个月，手上戴婚戒，丈夫名叫汤米·特里卡（Tommy Trlica）。
威尔逊在失踪时14岁。熟人都以她的中间名蕾妮来称呼她。她是个皮肤白皙的白人，身高5英尺2两寸（1.57米），体重110磅（50公斤），发色浅棕，稍稍卷曲，眼睛也是棕色，一条大腿内侧有一道疤痕。据信她在失踪时穿着蓝紫色低腰长裤、带有绿色“Sweet Honesty”字样的白色套头运动衫（有人说那是件带有绿色文字的淡黄色T恤衫），红白双色牛津鞋，以及嵌有透明石头（clear stone）的戒指（promise ring）。
三人中年纪最小的莫斯利在失踪时只有9岁。她也是白人，身高4英尺3英寸（1.30米），体重85磅（39公斤），一头沙色金发披肩，眼睛为蓝色。她左眼下方有一处小伤疤，额头中间也有一道疤，小腿肚上还有一道疤。据称她在失踪前穿着红色上衣、深色长裤（牛仔裤）以及红色网球鞋。
事发后，沃斯堡市民大为震惊，三个孩子的家人们只得逐渐适应没了孩子的生活。调查方追踪了上千条线索，进行了几十次搜索，问询了上百人。全部无果。

## 失踪
1974年12月23日上午，就在快到中午时，瑞秋·特里卡、蕾妮·威尔逊以及朱莉·安·莫斯利出发进行圣诞采购。在两位大女孩出发前，莫斯利提出也要跟着去，因为她“不想独自一人度过这一天”。两个大女孩告诉莫斯利，她得先征得家长允许，于是她便跑进屋里给妈妈瑞安（Rayanne）打了电话，后者后来回忆：“当时我在给一家电气承包商工作，和丈夫分居了。那时的日子很不好过。我记得朱莉打来电话，说想要去神学院南购物中心。我的回应则是，‘不行，你一分钱也没有。就在家呆着吧’。我认识蕾妮和她母亲，但的确不认识瑞秋。但她（朱莉）一直哭喊着说自己找不到玩伴…我最终妥协了，但告诫她不能晚于6点到家。”两位大女孩——特别是蕾妮——都想在四点前回家，因为蕾妮家里会举办圣诞聚会，她想和新交的男友一起出席。
女孩们先去了一家沃斯堡的盈余品商店，取走了一些蕾妮已经预付了定金的货品。她们从这里去往神学院南购物中心。数名目击者都声称在那天在商场里看到了女孩们。不過後來孩子们卻迟迟不回家，這使得他們的父母開始焦急，滯後父母們来到神学院南寻找她们。当天下午六点左右，家长们赶到后发现孩子们的车停在西尔斯百货上层停车场。看上去，女孩们应该是在下午购物之后返回了车里一趟，因为她们买的礼物都在车内。家人们在商场等了一夜，期盼着孩子们能回来。

## 搜索和调查
三女孩失踪后，家人很快便报了警，案件被迅速交给沃思堡警察局失踪人口办事处的青少年部门。调查人员初步判断三女孩的失踪属于離家出走性质。次日，瑞秋的丈夫汤米·特里卡收到了一封似乎是妻子所写的信，这似乎能证明上述判断：
“我知道我得赶上，但我们必须得走了。要去休斯敦。大概一周后见。车停在西尔斯百货的上层停车场。爱你的瑞秋”
奇怪的是，信封上的地址是用铅笔写的，而信件上却是钢笔字，而且信纸比信封还宽。收信人是“托马斯·A.特里卡”（Thomas A. Trlica），而瑞秋对丈夫常用的称呼是更为亲昵的“汤米”。信封左上角写着“瑞秋”（Rachel）。似乎一开始拼错了，最后的“l”似乎写成了小写“e”，之后又描了一遍，改成了“l”。邮戳上没有城市名，只有一行模糊的邮政编码，看上去像是“76083”。其中的“3”似乎是倒着的，就像是用手动调整的邮戳印上去的，但也可能是个未印完整的数字“8”。因此，这行编码要么是76083，属于得州非建制地区伊莱厄斯维尔；要么是76088，属于得州韋瑟福德。在接下来的几十年里，包括联邦调查局人员在内的全国各地的笔迹专家都没能在研究信件后得出确切答案。
尽管收到了信件，但三个家庭都觉得信不是瑞秋写的，三个女孩也没有离家出走。瑞安·莫斯利说，“我了解我女儿，我也了解其他两个女孩，她们不会离家出走”。蕾妮的母亲朱迪·威尔逊说：“我可以告诉你她们那天晚上没有离家出走。（蕾妮）想去参加聚会。更没有9岁小孩会在圣诞节前两天离家出走。任谁都明白！”瑞秋的母亲弗朗西斯·兰斯顿（Frances Langston）认为女孩们是被绑架了：“很多人都觉得她们是跟着熟人离开了，但我一直认为——直到我死都不会改变——女孩们是被绑走的。”
不甘心放弃的三个家庭继续搜寻着，在全州散发失踪人口传单，联系全国的报社。最终，他们得到了线索，证人们也接连现身。1975年，一男青年自称认识瑞秋，他站出来说自己在三人失踪当天在商场一家店的唱片区看到了她们。瑞秋当时可能也看到了他，二人可能曾简短交流过。男子称当时似乎另有一人与三女孩在一起。与此同时，有人在得州贾斯汀市发现了一些女性衣物，但经分析，这些不属于三女孩。
三个家庭因不满于警方的调查进度而聘请了一位名叫乔恩·斯威姆（Jon Swaim）的私家侦探。1975年8月，乔恩·斯威姆查出，有个在商店工作的28岁男子在瑞秋失踪前曾在附近地区打过一连串色情骚扰电话。侦探发现，那人借职务之便窃取投遞简历的年轻女子的个人信息。曾有6名在商店应聘过的女性接到过色情骚扰电话。那人还曾在瑞秋父母住处所在的社区生活过一段时间，在瑞秋结婚前不久，他搬家离开了。关于该嫌疑人的线索最终止于此。
1975年4月，听闻有女孩在被杀后抛尸当地桥下的消息，乔恩·斯威姆与100位志愿者一同前往得州拉瓦卡港，搜索当地的桥梁。但他们没能找到女孩们的踪迹。一年后，一钻井队在布拉佐里亞縣的一片野地里发现了三具骨骸。乔恩·斯威姆用X光检查了这些遗骨，还查阅了女孩们的牙科记录，但最终查出，其中一具骨骸属于一15-17岁男孩，而另两具女性骨骸也与失踪女孩无关。1976年3月，一通灵者告诉女孩家人们，他们的孩子们就在一座油井附近。出于某些原因，搜寻人员将注意力集中到了阿比林郊外的一座名为得克萨斯州新星的小城镇，但一无所获。
1979年，乔恩·斯威姆因用药过量而死；后其死被断定为自杀。他在死前曾要求助理将他保存的所有关于沃斯堡三女失踪案的文件全部销毁。
1981年春，有人在布拉佐里亚县的一片沼泽地发现了人类尸骸，于是便报告了警察。一个月的调查过后，他们得出结论，尸骨不属于三位女孩。 
2001年1月，案件重开，这次负责调查的是凶杀侦探汤姆·博彻（Tom Boetcher），他认为女孩们当时是跟着她们所信任的人离开了商场：“我们可以说有人看到她们三人至少和另一人在一起，但我们认为涉案者不仅仅只有那一个”。
2018年，调查方从本布鲁克湖中打捞起两辆汽车，因为他们认为它们与三女失踪案有联系。但这些努力都未能推动调查进展。
多年来，搜寻者一直在仔细搜查得州的灌木丛，探索了数百条偏僻小路。失踪者家属走遍了河床与乡村道路，但全无收获。在女孩们失踪几十年后，案件再未有过新进展。

## 其他可能的证人
就在女孩们刚失踪时，曾有一商店店员站了出来，说曾有一女人告诉自己她在事发当天在商场看到了三个女孩。那女人说她看到三位女孩在商场的Buddies杂货店附近被强行塞进一辆黄色皮卡。据说那辆皮卡车顶上装有电灯。但警方一直无法找到这位证人，因而无法确认故事的真伪。
1981年，失踪案已发生多年，有一男子突然站出来说他在事发当天就在停车场，看到一男子把一女孩强行塞入货车。车中男子告诉他别管闲事。
2001年4月，前沃斯堡警察、神学院南西尔斯商店安保Bill Hutchins表示，他曾在事发当晚看到那三个女孩与一位安保在一起。